# Варнаков, Михаил Михайлович
Михаил Михайлович Варнако́в (1 марта 1985, Горький) — российский хоккеист, нападающий.

## Биография
Воспитанник СДЮШОР «Торпедо» (Нижний Новгород). Играл за дубль нижегородского «Торпедо», первый матч за дубль был сыгран им 20 ноября 2000 года в возрасте 15 лет. В сезоне 2002/2003 играл за юниорский и дублирующий составы московского «Динамо», по результатам сезона 2002/2003 в первенстве бомбардиров среди юношей 1986 года рождения вошёл в десятку.
С сезона 2003/2004 — основной нападающий «Торпедо» (Нижний Новгород), лидер команды.
В сезоне 2006/2007 входил в пятёрку лучших бомбардиров западного дивизиона высшей лиги России по хоккею с шайбой. После трёхлетнего перерыва помог команде снова оказаться в Суперлиге.
В сезоне 2007/2008 (вместе с Юрием Добрышкиным) — лучший снайпер команды.
В «Торпедо» играл под № 18 на позиции правого нападающего.
С сезона 2008/2009 (КХЛ) играл в звене с Андреем Никитенко и Егором Шастиным.
Участник матча звёзд КХЛ 2013 года, где отметился двумя забитыми шайбами.
После того, как «Торпедо» в сезоне 2012/13 фактически потеряло шансы на выход в плей-офф, Варнаков, контракт которого заканчивался в конце сезона, пополнил состав лидера регулярного чемпионата СКА. Провёл 4 матча в регулярном чемпионате и 15 — в плей-офф, завоевав бронзовые медали турнира. Особо ярко он выступил в первом раунде Кубка Гагарина против «Атланта», набрав в 5 матчах 6 (4+2) очков. Тогда же по итогам февраля с 9 очками в 9 играх он был назван лучшим нападающим месяца по версии КХЛ.
По окончании сезона 2012/2013 подписал пятилетний контракт с казанским «Ак Барсом».
10 мая 2017 года подписал контракт на один год с московским «Динамо». За «Динамо» сыграл 34 матча, набрав 23 (10+13) очка при показателе полезности «0» и 20 минутах штрафного времени.
После пятилетнего перерыва вернулся в «Торпедо», 31 мая 2018 года подписав контракт на два года.
За сборную России сыграл 23 игры на Еврохоккейтурe и в товарищеских матчах, набрал 6 очков (2 гола и 4 результативные передачи). За вторую сборную провёл 8 игр, забросил 4 шайбы и сделал 3 голевыe передачи.
В настоящее время выступает в ВХЛ за ХК "Норильск" под №18.

### Семья
Сын хоккеиста и тренера, чемпиона мира 1986 года в составе сборной СССР Михаила Павловича Варнакова (род. 1957). 5 октября 2008 года у Михаила и его жены Ольги родился сын, названный в честь деда и отца — Михаилом. 5 августа 2011 года родилась дочь Мария.

## Статистика
| Легенда | Легенда                    | Легенда | Легенда                   | Легенда | Легенда    |
| ------- | -------------------------- | ------- | ------------------------- | ------- | ---------- |
| И       | Количество проведённых игр | Штр     | Штрафное время            | +/−     | Плюс-минус |
| Г       | Голы                       | П       | Голевые передачи          | О       | Очки       |
| -       | Статистика неизвестна      | —       | Статистика не учитывалась |         |            |